# Nemi esélyegyenlőség

Országok a nemek közötti egyenlőtlenség mutatója szerint (2019-es adatok, közzétéve 2020-ban). A piros kevesebb egyenlőséget, a zöld több egyenlőséget jelez. [1

A nemi esélyegyenlőség vagy nemek közötti egyenlőség az erőforrásokhoz és lehetőségekhez való egyenlő, nemtől független könnyű hozzáférés állapota, beleértve a gazdasági szerepvállalást és a döntéshozatalt; valamint a különböző viselkedések, törekvések és szükségletek nemtől független, egyenlő mértékű megbecsülésének állapota[1].[2] A nemek közötti egyenlőség, más néven szexuális egyenlőség vagy a nemek közötti egyenlőség az erőforrásokhoz és lehetőségekhez való egyenlő, nemtől független könnyű hozzáférés állapota.
Az UNICEF a nemek közötti egyenlőséget úgy határozta meg, hogy "a nők és férfiak, valamint a lányok és fiúk azonos jogokat, erőforrásokat, lehetőségeket és védelmet élveznek. Nem követeli meg, hogy a lányok és a fiúk, vagy a nők és a férfiak azonosak legyenek, vagy hogy pontosan ugyanúgy kezeljék őket."[2][a].
2017-től a nemek közötti egyenlőség az ENSZ tizenhét fenntartható fejlődési célja közül az ötödik (SDG 5); a nemek közötti egyenlőség nem foglalta magába a nőkön és a férfiakon kívüli nemek, illetve a nemi binaritáson kívüli nemi identitások felvetését. A nemek közötti egyenlőtlenséget évente az ENSZ Fejlesztési Programjának Humán Fejlődési Jelentései mérik.
A nemek közötti egyenlőség vonatkozhat a nemek szerinti esélyegyenlőségre vagy formális egyenlőségre, vagy vonatkozhat a nemek egyenlő képviseletére vagy a nemek eredményeinek egyenlőségére, amit érdemi egyenlőségnek is neveznek.[3] A nemek közötti egyenlőség a cél, míg a nemek közötti egyenlőség és a nemek közötti egyenlőség olyan gyakorlatok és gondolkodásmódok, amelyek segítik a cél elérését. A nemek közötti egyenlőség, amelyet a nemek közötti egyensúly mérésére használnak egy adott helyzetben, segíthet a nemek közötti érdemi egyenlőség elérésében, de önmagában nem cél. A nemek közötti egyenlőség szorosan kapcsolódik a nők jogaihoz, és gyakran politikai változtatásokat igényel. Globális szinten a nemek közötti egyenlőség eléréséhez a nők és lányok elleni káros gyakorlatok felszámolására is szükség van, ideértve a szexkereskedelem, a nőgyilkosság, a háborús szexuális erőszak, a nemek közötti bérszakadék[4] és más elnyomási taktikák felszámolását. Az UNFPA megállapította, hogy "annak ellenére, hogy számos nemzetközi egyezmény megerősíti emberi jogaikat, a nők még mindig sokkal nagyobb valószínűséggel szegények és írástudatlanok, mint a férfiak. Kevésbé férnek hozzá a tulajdonhoz, a hitelhez, a képzéshez és a foglalkoztatáshoz. Ez részben abból az archaikus sztereotípiából ered, hogy a nőket inkább gyermeknevelőnek és háztartásbelinek bélyegzik, mint a család kenyérkeresőjének."[5] A férfiaknál sokkal kisebb valószínűséggel politizálnak, és sokkal nagyobb valószínűséggel válnak családon belüli erőszak áldozatává."[6] A nők a férfiaknál sokkal kevésbé aktívak.

## Történelem
Christine de Pizan, a nemek közötti egyenlőség egyik korai szószólója 1405-ben megjelent: "A nők városának könyve" című munkájában kijelenti, hogy a nők elnyomása irracionális előítéleteken alapul, rámutatva a társadalom számos, valószínűleg a nők által létrehozott előrelépésre[7][8].

## A shakerek
A shakerek, egy evangélikus csoport, amely a nemek elkülönítését és a szigorú cölibátust gyakorolta, a nemek közötti egyenlőség korai gyakorlói voltak. Egy északnyugat-angliai kvéker közösségből váltak ki, mielőtt 1774-ben kivándoroltak Amerikába. Amerikában a shakerek központi lelkészségének vezetője, Joseph Meacham 1788-ban kinyilatkoztatást kapott arról, hogy a nemeknek egyenlőnek kell lenniük. Ezután Lucy Wrightot hozta be a lelkészi hivatalba női kollégájaként, és együtt úgy alakították át a társadalmat, hogy a nemek jogai egyensúlyban legyenek. Meacham és Wright olyan vezetői csapatokat hozott létre, ahol minden egyes elder, aki a férfiak lelki jólétével foglalkozott, egy-egy elderresszel társult, aki ugyanezt tette a nőkkel. Minden diakónusnak egy diakonissza volt a partnere. A férfiak felügyelték a férfiakat, a nők pedig a nőket. A nők nőkkel, a férfiak férfiakkal éltek együtt. A shaker társadalomban egy nőt nem kellett egy férfinak irányítania vagy birtokolnia. Meacham 1796-ban bekövetkezett halála után Wright lett a shakerek szolgálatának vezetője egészen 1821-ben bekövetkezett haláláig.
A shakerek több mint 200 éven át fenntartották a nemek közötti kiegyensúlyozott vezetésnek ugyanazt a mintáját. Az egyenlőséget más női jogvédőkkel együttműködve is előmozdították. 1859-ben Frederick Evans, a pásztorok vénje határozottan megfogalmazta hitüket, és azt írta, hogy a pásztorok "elsőként szabadították ki a nőt a vazallusi állapotból, amelybe minden más vallási rendszer (többé-kevésbé) taszította, és biztosították számára azokat az igazságos és egyenlő jogokat a férfival, amelyeket a férfihoz való hasonlósága és képességei miatt Isten és a természet is megkövetel". [9] Evans és társa, Antoinette Doolittle elderress csatlakozott a nők jogaiért kiálló szószólókhoz az Egyesült Államok északkeleti részén az 1870-es években. A shakerek egyik látogatója 1875-ben azt írta:
"Mindkét nem a saját megfelelő tevékenységi területén működik, a rendben a nő megfelelő alárendeltség, tisztelet és tisztelet van a férfi iránt, a férfi pedig a nő iránt [kiemelés hozzáadva], így a "nők jogainak" lelkes szószólói bármelyik közösségben megtalálhatják itt eszményük gyakorlati megvalósulását[10]."
A shakerek több voltak, mint egy radikális vallási szekta az amerikai társadalom peremén; ők a gyakorlatban is megvalósították a nemek egyenlőségét. Azt állítják, hogy ők mutatták meg, hogy a nemek közötti egyenlőség megvalósítható, és azt is, hogyan lehet elérni[11].
A tágabb értelemben vett társadalomban a nemek közötti egyenlőség felé irányuló mozgalom a választójogi mozgalommal kezdődött, amely arra törekedett, hogy a nők szavazhassanak és választott tisztségeket tölthessenek be. Ebben az időszakban jelentős változások történtek a nők tulajdonjogában is, különösen a családi állapotukkal kapcsolatban. (Lásd például az 1882. évi törvényt a házas nők vagyonáról).

## A háború utáni korszak
A második világháború óta a nők felszabadítási mozgalma és a feminizmus általános mozgalmat hozott létre a nők jogainak elismerése felé. Az ENSZ és más nemzetközi szervezetek számos egyezményt fogadtak el a nemek közötti egyenlőség előmozdítására. Ezeket az egyezményeket nem minden ország fogadta el egységesen
- - ezek közé tartoznak:
- Az oktatásban való megkülönböztetés elleni egyezményt 1960-ban fogadták el, és 1962-ben, illetve 1968-ban lépett hatályba.
- A nőkkel szembeni hátrányos megkülönböztetés minden formájának kiküszöböléséről szóló egyezményt (CEDAW) 1979-ben fogadta el az ENSZ Közgyűlése. Ezt a nők nemzetközi törvényjavaslataként jellemezték, amely 1981. szeptember 3-án lépett hatályba.
- A Bécsi Nyilatkozat és Cselekvési Program, az 1993. június 25-én Bécsben (Ausztria) az emberi jogok világkonferenciáján konszenzussal elfogadott emberi jogi nyilatkozat. A nők jogaival a 18. bekezdés foglalkozik[12].
- A nők elleni erőszak felszámolásáról szóló nyilatkozatot az ENSZ Közgyűlése 1993-ban fogadta el.
- 1994-ben a népesedéssel és fejlődéssel foglalkozó nemzetközi konferencián (ICPD) Kairóban elfogadták a húsz évre szóló kairói cselekvési programot. Ez a nem kötelező érvényű cselekvési program azt állította, hogy a kormányok felelőssége az egyének reprodukciós szükségleteinek kielégítése, nem pedig a demográfiai célok elérése. Mint ilyen, családtervezésre, reproduktív jogokkal kapcsolatos szolgáltatásokra, valamint a nemek közötti egyenlőség előmozdítására és a nők elleni erőszak megszüntetésére irányuló stratégiákra szólított fel.
- Szintén 1994-ben az amerikai kontinensen a nők elleni erőszak megelőzéséről, büntetéséről és felszámolásáról szóló, Belém do Pará-i egyezményként ismert Amerika-közi egyezmény a nők elleni erőszak és megkülönböztetés felszámolására szólított fel[13].
- A Nőkről szóló negyedik világkonferencia végén, 1995. szeptember 15-én az ENSZ elfogadta a Pekingi Nyilatkozatot – egy olyan határozatot, amelyet a nemek közötti egyenlőségre vonatkozó elvek kihirdetése érdekében fogadtak el.
- Az ENSZ Biztonsági Tanácsának 2000. október 31-én elfogadott 1325. számú határozata (UNSRC 1325) a nők és lányok jogairól és védelméről szól a fegyveres konfliktusok alatt és után.
- A maputói jegyzőkönyv átfogó jogokat biztosít a nők számára, beleértve a politikai folyamatban való részvételhez, a férfiakkal való társadalmi és politikai egyenlőséghez, a reproduktív egészségük feletti ellenőrzéshez való jogot, valamint a női nemi szervek megcsonkításának megszüntetését. Az Afrikai Unió az Emberi *Jogok és a Népek Jogainak Afrikai Chartájához csatolt jegyzőkönyv formájában fogadta el, és 2005-ben lépett hatályba.
- A férfiak és nők közötti egyenlő bánásmód elvének a munkavállalás, a szakképzés, az előmenetel és a munkakörülmények terén történő végrehajtásáról szóló 76/207/EGK tanácsi irányelv módosításáról szóló, 2002. szeptember 23-i 2002/73/EK európai uniós irányelv kimondja, hogy: "Az ezen irányelv értelmében vett zaklatás és szexuális zaklatás nemi alapon történő megkülönböztetésnek minősül, és ezért tilos."[14].
- Az Európa Tanács 2014-ben lépett hatályba a nők elleni erőszak és a családon belüli erőszak megelőzéséről és leküzdéséről szóló egyezménye, az első jogilag kötelező erejű európai eszköz a nők elleni erőszak területén[15].
- Az Európa Tanács 2014-2017 közötti időszakra vonatkozó, a nemek közötti egyenlőségre vonatkozó stratégiája, amely öt stratégiai célt fogalmaz meg:[16]

-A nemi sztereotípiák és a szexizmus elleni küzdelem
-A nők elleni erőszak megelőzése és leküzdése
-A nők igazságszolgáltatáshoz való egyenlő hozzáférésének biztosítása
-A nők és a férfiak kiegyensúlyozott részvételének elérése a politikai és a közszféra döntéshozatalában
-A nemek közötti esélyegyenlőség általános érvényesítésének megvalósítása valamennyi szakpolitikában és intézkedésben.
Az ilyen jogszabályok és a pozitív diszkriminációs politikák döntő szerepet játszottak a társadalmi hozzáállás megváltoztatásában. A Pew Research Center 2015-ös, 38 ország polgárai körében végzett felmérése szerint a 38 országból 37-ben a többség szerint a nemek közötti egyenlőség legalább "valamennyire fontos", és a globális átlag 65%-a szerint "nagyon fontos", hogy a nőknek a férfiakkal azonos jogaik legyenek.[17] A legtöbb foglalkozás ma már számos országban egyformán elérhető a férfiak és a nők számára.[17] A nők és a férfiak számára a legtöbb szakma egyenlően elérhető.
Hasonlóképpen, a férfiak egyre gyakrabban dolgoznak olyan foglalkozásokban, amelyek a korábbi generációkban női munkának számítottak, mint például az ápolás, a takarítás és a gyermekgondozás. A háztartási helyzetekben a szülői vagy gyermeknevelői szerepet gyakrabban osztják meg, vagy nem tekintik olyan széles körben kizárólag női szerepnek, így a nők a szülés után szabadon folytathatnak karriert. További információért lásd: Megosztott kereső/megosztott szülői házasság.
A társadalmi hozzáállás változásának másik megnyilvánulása, hogy a nő a házasságkötéskor nem automatikusan veszi fel férje vezetéknevét[18].
A nemek közötti egyenlőséggel kapcsolatos igen vitatott kérdés a nők szerepe a vallási irányultságú társadalmakban. Egyes keresztények vagy muszlimok a komplementarizmusban hisznek, amely nézet szerint a férfiak és nők szerepe különböző, de egymást kiegészítő. Ez a nézet ellentétes lehet a nemek közötti egyenlőség nézeteivel és céljaival.
Emellett vannak olyan nem nyugati, alacsony vallásosságú országok is, ahol a nemek közötti egyenlőséggel kapcsolatos viták továbbra is fennállnak. Kínában a fiúgyermekek kulturális preferenciája miatt a lakosságban kevés a nő. Japánban a feminista mozgalom sok előrelépést tett, aminek eredményeképpen létrejött a Nemek Közötti Egyenlőségi Iroda, de Japánban még mindig alacsony a nemek közötti egyenlőség más iparosodott nemzetekhez képest.19 A fejlődő országok, mint például Kenya, másrészt nem rendelkeznek hivatalos nemzeti statisztikákkal, és kénytelenek néhány, általában nemzetközi szervezetek által finanszírozott, nemek szerint lebontott statisztikára támaszkodni az elemzéshez[19].
A nemek közötti egyenlőség fogalma és annak egy adott országban való megvalósulásának mértéke nagyon összetett, mivel vannak olyan országok, amelyekben az élet bizonyos területein magas szintű a nemek közötti egyenlőség, más területeken viszont nem. Valóban óvatosságra int, amikor az országokat a nemek közötti egyenlőség általuk elért szintje alapján kategorizáljuk[20] Mala Htun és S. Laurel Weldon szerint "a nemek közötti egyenlőség politikája nem egy kérdés, hanem sok", valamint:[21].
Amikor Costa Ricában jobb a szülési szabadság, mint az Egyesült Államokban, és a latin-amerikai országok gyorsabban fogadnak el a nők elleni erőszakkal foglalkozó politikákat, mint az északi országok, akkor legalábbis meg kellene fontolni annak lehetőségét, hogy az államok csoportosításának friss módszerei előmozdítanák a nemek közötti egyenlőség politikájának tanulmányozását.
Nem minden, a nemek közötti egyenlőséggel kapcsolatos hiedelem vált népszerűvé. Például a topfreedom, azaz a nyilvános meztelen mellhez való jog gyakran csak a férfiakra vonatkozik, és marginális kérdés maradt. A nyilvános szoptatást ma már gyakrabban tolerálják, különösen a félig privát helyeken, például éttermekben[22].

## Egyesült Nemzetek Szervezete
A nemek közötti egyenlőség az a vízió, hogy a férfiakat és a nőket egyenlő bánásmódban kell részesíteni a társadalom társadalmi, gazdasági és minden más területén, és nem érheti őket megkülönböztetés nemük alapján.[vi] A nemek közötti egyenlőség az ENSZ Emberi Jogok Egyetemes Nyilatkozatának egyik célkitűzése.[23] A világszervezetek a nemek közötti egyenlőséget az emberi jogok, különösen a nők jogai és a gazdasági fejlődés szempontjából határozták meg.[24][25] Az ENSZ Millenniumi Fejlesztési Célokról szóló jelentése szerint céljuk "a nemek közötti egyenlőség és a nők szerepvállalásának növelése". A fejlődő országok gazdasági küzdelmei ellenére az Egyesült Nemzetek Szervezete továbbra is igyekszik előmozdítani a nemek közötti egyenlőséget, valamint segíteni a fenntartható életkörülmények megteremtését minden nemzetének. Céljaik között szerepel az is, hogy a bizonyos teljes munkaidős állásokat betöltő nőknek ugyanolyan fizetést biztosítsanak, mint az ugyanilyen munkát végző férfiaknak.

## Nemi előítéletek
Vitatottak azok az ideológiák, amelyek szerint a nyugati kultúrát és a nyugati feminizmust kellene a fejlődő világ számára követendő nemzetközi mércének tekinteni[26].
Egy példa a nők üldözéséért felelős nyugat-európai ideológiára:[27] Malleus Maleficarum, a boszorkányok kiirtását támogató könyv. A könyvet Heinrich Kramer német katolikus lelkész írta.
A svájci Appenzell Innerrhoden kanton volt az utolsó joghatóság Európában és a világ egyik utolsó joghatósága, amely 1990-ben megadta a nők választójogát[28].
A nemek közötti egyenlőség paradoxona az a megfigyelés, hogy a nemek közötti egyenlőséggel rendelkező országokban általában nagyobbak a személyiség nemek szerinti különbségei[30].

## Kritika
Egyes feministák kritikával illették a nemek közötti egyenlőség fenti "előrelépéseinek" elérése érdekében alkalmazott politikai diskurzust és politikát, és a kritikusok szerint ezek a nemek közötti egyenlőségi stratégiák felszínesek, mivel nem próbálják megkérdőjelezni a férfiak uralmának társadalmi struktúráit, és csak a nők helyzetének javítását célozzák a nők férfiaknak való alárendeltségének társadalmi keretein belül,[31] valamint hogy a hivatalos közpolitikák (például az állami politikák vagy a nemzetközi szervek politikái) megkérdőjelezhetőek, mivel azokat patriarchális kontextusban alkalmazzák, és közvetlenül vagy közvetve egy olyan rendszer szereplői irányítják, amely nagyrészt férfiakból áll. [32] A nemek közötti egyenlőséggel kapcsolatos politikák, különösen az Európai Unió politikáinak egyik kritikája, hogy aránytalanul nagy hangsúlyt fektetnek a nőket a közéletbe integráló politikákra, de nem próbálják meg valóban kezelni a magánszféra mélyen gyökerező elnyomását.[33] A nemek közötti egyenlőség nyugati koncepciójának és politikáinak kritikája arra vonatkozik, hogy ez a megközelítés mennyire képes valóban sikeresen kezelni a nők elleni erőszak problémáját.[34][35][36][37][38][39].
További kritika, hogy a nem nyugati országokban élő nők helyzetére való összpontosítás, miközben gyakran figyelmen kívül hagyja a Nyugaton létező problémákat, az imperializmus és a nyugati erkölcsi felsőbbrendűség megerősítésének egy formája; és a családon belüli erőszak "mássá tételének" egy módja, mivel azt a kívülállókra – az "erőszakos másokra" – jellemző dologként mutatja be, nem pedig az állítólagosan haladó nyugati kultúrákra. [40] Ezek a kritikusok rámutatnak, hogy a nyugati országokban a nők gyakran hasonló problémákkal – például családon belüli erőszakkal és nemi erőszakkal – szembesülnek, mint a világ más részein.[41] Arra is hivatkoznak, hogy a nők néhány évtizeddel ezelőttig de jure jogi megkülönböztetéssel szembesültek; például néhány nyugati országban, például Svájcban, Görögországban, Spanyolországban és Franciaországban a nők az 1980-as években kaptak egyenlő jogokat a családjogban. Egy másik kritika szerint a nők elnyomásának különböző fajtáival kapcsolatban szelektív közbeszéd folyik, és az erőszak bizonyos formái, például a becsületgyilkosságok (amelyek leginkább bizonyos földrajzi régiókban, például Ázsia és Észak-Afrika egyes részein fordulnak elő) gyakran a közbeszéd tárgyát képezik, míg az erőszak más formái, például a szenvedélyből elkövetett bűnök enyhébb büntetése egész Latin-Amerikában, nem kapnak ugyanolyan figyelmet Nyugaton. [43] Azzal is érvelnek, hogy számos fejlődő ország egyes törvényeinek kritikája figyelmen kívül hagyja a gyarmatosításnak ezekre a jogrendszerekre gyakorolt hatását. A nyugatiasodás és az európaizálódás fogalma körül viták alakultak ki, mivel a múltbeli gyarmatosításra emlékeztetnek,[44] valamint amiatt, hogy egyes nyugati országok, például Svájc, maguk is nagyon lassan adtak a nőknek törvényes jogokat. [45][46] Azzal kapcsolatban is voltak kifogások, ahogyan a nyugati média a különböző kultúrákból származó nőket bemutatja, sztereotípiákat teremtve, például az "alázatos" ázsiai vagy kelet-európai nőkről, amely sztereotípia szorosan kapcsolódik a csomagküldő menyasszonyok iparához.[47] Az ilyen sztereotípiák gyakran kirívóan valótlanok: például számos kelet-európai országban a nők magas szakmai státuszt töltenek be. [48][49] Számos fejlődő ország feministái határozottan ellenzik azt az elképzelést, hogy az ottani nőket a Nyugatnak kell "megmentenie".[50] Kérdés, hogy pontosan hogyan kellene mérni a nemek közötti egyenlőséget, és hogy valóban a Nyugat a "legjobb"-e ebben: egy 2010-es tanulmány szerint az egyetemi szinten a természettudományos területeken diplomát szerzett nők számát tekintve a 20 legjobb ország között a legtöbb olyan ország volt, amely nemzetközileg nagyon rosszul szerepelt a nők jogainak helyzetében: az első 3 helyezett Irán, Szaúd-Arábia és Omán volt, és csak 5 európai ország került az élre: Románia, Bulgária, Olaszország, Grúzia és Görögország [51].
A világra gyakorolt nyugati kulturális befolyással kapcsolatos viták nem új keletűek; az 1940-es évek végén, amikor az Emberi Jogok Egyetemes Nyilatkozatát dolgozták ki, az Amerikai Antropológiai Társaság arra figyelmeztetett, hogy a dokumentum az egyetemes jogokat nyugati szemszögből fogja meghatározni, ami hátrányos lehet a nem nyugati országok számára, továbbá azzal érvelt, hogy a Nyugat gyarmatosító és más társadalmakba erőszakosan beavatkozó történelme miatt az egyetemes globális normák problémás erkölcsi képviselőjévé vált [52].
Kritika érte, hogy a nemzetközi jog, a nemzetközi bíróságok és az emberi jogok egyetemes, nemileg semleges koncepciói a legjobb esetben is hallgatnak a nők számára fontos kérdésekről, a legrosszabb esetben pedig a férfiakra összpontosítanak, és a férfi személyt tekintik alapértelmezettnek. [53] A túlzott nemsemlegesség ronthatja a nők helyzetét, mert a jog feltételezi, hogy a nők ugyanolyan helyzetben vannak, mint a férfiak, figyelmen kívül hagyva azt a biológiai tényt, hogy a reprodukció és a terhesség folyamatában nincs "egyenlőség", és hogy a fizikai különbségeken kívül vannak társadalmilag kialakult korlátok, amelyek társadalmilag és kulturálisan alsóbbrendű helyzetet tulajdonítanak a nőknek – ez a helyzet a nők jogainak sajátos megközelítését igényli, nem csupán a nemek semleges megközelítését. [54] Egy 1975-ös interjúban Simone de Beauvoir arról beszélt, hogy az elvileg progresszív és a társadalmi változásokat támogató baloldal negatívan reagál a nők jogaira, és szkeptikusan nyilatkozott a mainstream nemzetközi szervezetekkel kapcsolatban is. [55] Kérdéses volt a nemzetközi szervezetek társadalmi belügyekbe való nemzetközi beavatkozásának elfogadhatósága,[56] különösen azért, mert az ilyen nemzetközi testületek sokasága zavart okozhat, többek között az ugyanazon kérdésben hozott, egymásnak ellentmondó döntések révén: például az EJEB 2014-ben helybenhagyta Franciaországnak a burka nyilvános viselésének tilalmát,[57] míg az ENSZ Emberi Jogi Bizottsága 2018-ban arra a következtetésre jutott, hogy a burka nyilvános viselésének franciaországi tilalma sérti az emberi jogokat. [58] A nemzetközi szerveket bírálták, hogy a problémák egyféle megközelítésének ideológiáján alapulnak, amely nem veszi figyelembe, hogy egy adott megközelítés működhet az egyik kultúrában, de egy másikban nem,[59][60] és hogy történelmileg a nemzetközi beavatkozás egy másik országba gyakran több kárt okozott, mint hasznot; és hogy végső soron egy kultúrából eredő problémákat az adott kultúrán belülről kell megoldani, nem pedig erőszakos külföldi beavatkozással. [61] A nemzetközi szervezetekkel szembeni kritika, hogy miközben állítólag az egyetemes globális emberi jogokat támogatják, gyakran a nyugati elitek érdekeit támogatják.[62] A nemzetközi szervezetek legitimitása a 21. században megkérdőjeleződött, különösen a nemzetközi botrányok, például az ENSZ békefenntartói által elkövetett gyermekekkel szembeni szexuális visszaélések fényében[63].

## Az egyenlőtlenségek elleni küzdelemre tett erőfeszítések

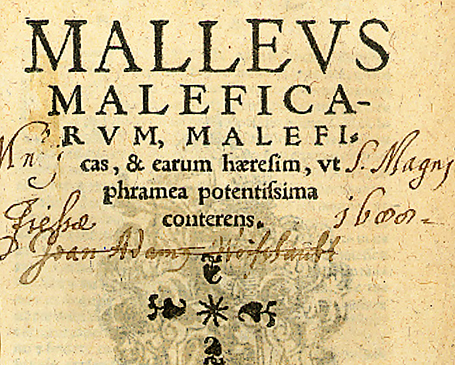
Példa a nők üldözéséért felelős nyugat-európai ideológiára:[27] Malleus Maleficarum, a boszorkányok kiirtását támogató könyv. A könyvet Heinrich Kramer német katolikus lelkész írta.

2010-ben az Európai Unió megnyitotta a Nemek Közötti Egyenlőség Európai Intézetét (EIGE) a litvániai Vilniusban a nemek közötti egyenlőség előmozdítása és a nemi megkülönböztetés elleni küzdelem érdekében. 2015-ben az EU közzétette a nemek közötti egyenlőséggel kapcsolatos 2016-2020-as cselekvési tervet[64].
A nemek közötti egyenlőség Nagy-Britanniában és számos más európai országban a nemzeti tanterv része. A Kazah Köztársaság elnöki rendelettel létrehozta a Nemek közötti egyenlőség stratégiáját 2006-2016, hogy feltérképezze a nemek közötti egyenlőségre irányuló erőfeszítések következő évtizedét.[65] A személyi, szociális, egészségügyi és gazdasági oktatás, a vallástan és a nyelvtanulás tantervei általában nagyon komoly témaként tárgyalják a nemek közötti egyenlőség kérdését, és elemzik annak társadalmi hatását.
Számos és egyre növekvő számú kutatás kimutatta, hogy a nemek közötti egyenlőtlenség hogyan ássa alá az egészséget és a fejlődést. A nemek közötti egyenlőtlenség leküzdése érdekében az ENSZ Népesedési Alapja megállapítja, hogy a nők szerepvállalásának erősítése és a nemek közötti egyenlőség stratégiai beavatkozásokat igényel a programozás és a politikaalkotás minden szintjén. Ezek a szintek közé tartozik a reproduktív egészség, a gazdasági, az oktatási és a politikai szerepvállalás[66].
Az UNFPA szerint "a kutatások azt is kimutatták, hogy a nemek közötti egyenlőség előmozdítása érdekében a férfiakkal és fiúkkal, valamint a nőkkel és lányokkal való együttműködés hozzájárul az egészségügyi és fejlesztési eredmények eléréséhez."[67]
Az elmúlt évtizedben javult az a mérték, amelyben a nemzeti politikai keretek foglalkoznak a nemek közötti egyenlőséggel kapcsolatos kérdésekkel. Kelet-Afrikában és Latin-Amerikában például a nemzeti politikák és költségvetések egyre inkább kiemelték a földhöz, inputokhoz, szolgáltatásokhoz, finanszírozáshoz és digitális technológiához való hozzáférés terén fennálló strukturális hiányosságokat, és a nemek közötti egyenlőségre reagáló eredmények létrehozására irányuló erőfeszítéseket is tartalmaznak[68].[68] Az azonban, hogy a mezőgazdasági politikák milyen mértékben foglalkoznak kifejezetten a nemek közötti egyenlőséggel és a nők szerepvállalásával, változó[68].
Bár az Élelmezési és Mezőgazdasági Szervezet által elemzett agrárpolitikák több mint 75 százaléka elismerte a nők szerepét és/vagy kihívásait a mezőgazdaságban, csak 19 százalékuknak volt kifejezett szakpolitikai célja a nemek közötti egyenlőség a mezőgazdaságban vagy a nők jogai. És csak 13 százalékuk ösztönözte a vidéki nők részvételét a politikai ciklusban[68].

## Egészség és biztonság
A nemek társadalmi konstrukciói (azaz a társadalmilag elfogadott férfiasság és nőiesség kulturális ideáljai) gyakran negatív hatással vannak az egészségre. Az Egészségügyi Világszervezet a nők egészségét károsító társadalmi normaként említi például, hogy a nők nem utazhatnak egyedül az otthonukon kívülre (kórházba), és hogy a kulturális normák megakadályozzák a nőket abban, hogy férjüket óvszer használatára kérjék, olyan kultúrákban, amelyek egyúttal a férfiak promiszkuitását is ösztönzik. A WHO a férfiak egészségét negatívan befolyásoló nemi normák példájaként említi, hogy a tizenéves fiúk balesetet szenvednek a társadalmi elvárások miatt, amelyek szerint kockázatvállalással kell imponálniuk társaiknak, és a férfiak sokkal nagyobb arányban halnak meg tüdőrákban a dohányzás miatt olyan kultúrákban, amelyek a dohányzást a férfiassághoz kötik[69].[70] Az Egészségügyi Világszervezet azt is megállapította, hogy szoros kapcsolat van a nemi szocializáció és a HIV/AIDS terjedése, valamint a megfelelő kezelés hiánya között[70].
Bizonyos kulturális gyakorlatok, mint például a női nemi szervek megcsonkítása (FGM), negatívan hatnak a nők egészségére.[72] A női nemi szervek megcsonkítása a női külső nemi szervek egy részének vagy egészének rituális levágása vagy eltávolítása. A nemek közötti egyenlőtlenségben gyökerezik, és a nőkkel szembeni megkülönböztetés egyik formáját jelenti.[72] A gyakorlat Afrikában,[1] Ázsiában és a Közel-Keleten, valamint az olyan országokból származó bevándorló közösségek körében fordul elő, ahol a csonkítás elterjedt. Kenyában a preferencia aránya 21 százalék, és a becslések szerint 4 millió lány és nő esett át FGM-en Kenyában, a forró pontként kezelt területek/közösségek közé tartozik a kuria közösség mind a kenyai, mind a tanzániai határon, a kisii, a maszály, a szomáli, a szamburu és a kuria etnikai csoportok. Az UNICEF 2016-os becslése szerint 200 millió nő esett át az eljáráson[73].
Az Egészségügyi Világszervezet szerint a nemek közötti egyenlőség javíthatja a férfiak egészségét. A tanulmány szerint a férfiasságról alkotott hagyományos elképzelések nagy hatással vannak a férfiak egészségére. Az európai férfiak körében a nem fertőző betegségek, mint például a rák, a szív- és érrendszeri betegségek, a légzőszervi megbetegedések és a cukorbetegség okozzák a 30-59 éves férfiak halálozásának túlnyomó többségét Európában, amelyek gyakran az egészségtelen táplálkozással, a stresszel, a kábítószerrel való visszaéléssel és más szokásokkal hozhatók összefüggésbe, amelyeket a jelentés a gyakran sztereotipikusan férfiasnak tekintett viselkedéssel hoz összefüggésbe.
Bizonyos kulturális gyakorlatok, mint például a női nemi szervek megcsonkítása (FGM), negatívan hatnak a nők egészségére.[72] A női nemi szervek megcsonkítása a női külső nemi szervek egy részének vagy egészének rituális levágása vagy eltávolítása. A nemek közötti egyenlőtlenségben gyökerezik, és a nőkkel szembeni megkülönböztetés egyik formáját jelenti.[72] A gyakorlat Afrikában,[1] Ázsiában és a Közel-Keleten, valamint az olyan országokból származó bevándorló közösségek körében fordul elő, ahol a csonkítás elterjedt. Kenyában a preferencia aránya 21 százalék, és a becslések szerint 4 millió lány és nő esett át FGM-en Kenyában, a forró pontként kezelt területek/közösségek közé tartozik a kuria közösség mind a kenyai, mind a tanzániai határon, a kisii, a maszáj, a szomáli, a szamburu és a kuria etnikai csoportok. Az UNICEF 2016-os becslése szerint 200 millió nő esett át az eljáráson[73].
Az Egészségügyi Világszervezet szerint a nemek közötti egyenlőség javíthatja a férfiak egészségét. A tanulmány szerint a férfiasságról alkotott hagyományos elképzelések nagy hatással vannak a férfiak egészségére. Az európai férfiak körében a nem fertőző betegségek, mint például a rák, a szív- és érrendszeri betegségek, a légzőszervi megbetegedések és a cukorbetegség okozzák a 30-59 éves férfiak halálozásának túlnyomó többségét Európában, amelyek gyakran az egészségtelen táplálkozással, a stresszel, a kábítószerrel való visszaéléssel és más szokásokkal hozhatók összefüggésbe, amelyeket a jelentés olyan, gyakran sztereotipikusan férfiasnak tekintett viselkedésekkel hoz összefüggésbe, mint az erős alkoholfogyasztás és a dohányzás. A hagyományos nemi sztereotípiák, amelyek a férfiakat a kenyérkereső szerepében tartják, valamint a szisztematikus megkülönböztetés, amely megakadályozza, hogy a nők egyenlő mértékben járuljanak hozzá a háztartáshoz és részt vegyenek a munkaerőpiacon, további stresszt róhatnak a férfiakra, ami növeli az egészségügyi problémák kockázatát, és a kulturális normák által megerősített férfiak hajlamosak több kockázatot vállalni és gyakrabban vesznek részt személyközi erőszakban, mint a nők, ami halálos sérülésekhez vezethet[74][75][76][77].

## A nők elleni erőszak
A nők elleni erőszak (VAW) egy szakkifejezés, amelyet az elsősorban vagy kizárólag nők ellen elkövetett erőszakos cselekmények gyűjtőfogalmaként használnak. Ez az erőszakfajta nemi alapú, ami azt jelenti, hogy az erőszakos cselekményeket kifejezetten azért követik el nők ellen, mert nők, vagy a patriarchális nemi konstruktumok eredményeként. A nők házasságon belüli erőszak és a nőkkel szembeni rossz bánásmód az elmúlt évtizedekben került a nemzetközi figyelem középpontjába. Ez magában foglalja mind a házasságon belül elkövetett erőszakot (családon belüli erőszak), mind a házassági szokásokhoz és hagyományokhoz kapcsolódó erőszakot (például hozomány, menyasszonyi ár, kényszerházasság és gyermekházasság).
Egyes elméletek szerint a nők elleni erőszakot gyakran az okozza, hogy a különböző kulturális csoportok elfogadják az erőszakot, mint az intim kapcsolatokon belüli konfliktusmegoldás eszközét. Az Egyesült Államokban az etnikai kisebbségek körében a párkapcsolati erőszak áldozattá válásáról szóló tanulmányok következetesen kimutatták, hogy a bevándorlók a párkapcsolati erőszak magas kockázati csoportját képezik[78][79].
Azokban az országokban, ahol a bandagyilkosságok, fegyveres emberrablások, polgári zavargások és más hasonló cselekmények ritkák, a meggyilkolt nők túlnyomó többségét a partner/ex-partner öli meg. Ezzel szemben azokban az országokban, ahol magas a szervezett bűnözés és a bandák által elkövetett erőszak, a nők meggyilkolása nagyobb valószínűséggel történik a nyilvánosság előtt, gyakran a közöny és a büntetlenség általános légkörében[80].[80] Emellett sok országban nincs megfelelő átfogó adatgyűjtés az ilyen gyilkosságokról, ami súlyosbítja a problémát[80].
A világ egyes részein a nők elleni erőszak különböző formáit tolerálják és a mindennapi élet részeként elfogadják.
A legtöbb országban csak az utóbbi évtizedekben fordítottak jelentős jogi figyelmet a nők elleni családon belüli erőszakra. Az Isztambuli Egyezmény elismeri, hogy az európai országokban hosszú hagyománya van az erőszak e formájának figyelmen kívül hagyásának.
Egyes kultúrákban a nők elleni erőszakos cselekményeket a nő férfi "tulajdonosai", például a férj, az apa vagy a férfi rokonok elleni bűncselekménynek tekintik, nem pedig magának a nőnek. Ez olyan gyakorlatokhoz vezet, ahol a férfiak erőszakot alkalmaznak a nőkön, hogy bosszút álljanak a nő családjának férfi tagjain.[81] Ilyen gyakorlat például a bosszúállásos nemi erőszak, a nemi erőszak bizonyos kultúrákra, különösen a csendes-óceáni szigetekre jellemző formája, amely abból áll, hogy egy nőt általában több férfi csoportja megerőszakol, bosszúból a nő családtagjai, például apja vagy testvérei által elkövetett tettekért, és a nemi erőszak célja az apa vagy a testvérek megalázása, büntetésként az elkövetőkkel szembeni korábbi viselkedésükért[82].
Richard A. Posner írja, hogy "hagyományosan a nemi erőszak az a bűncselekmény volt, amely az apát vagy a férjet megfosztotta egy értékes vagyontárgyától – a felesége tisztaságától vagy a lánya szüzességétől."[83] Történelmileg a nemi erőszakot sok kultúrában (és néhány társadalomban még ma is) a család becsülete elleni bűncselekménynek tekintették, nem pedig a nő önrendelkezése ellen. Ennek következtében a nemi erőszak áldozatai családtagjaik részéről erőszakkal, szélsőséges esetben akár becsületgyilkossággal is szembesülhetnek.[84][85] Catharine MacKinnon szerint a férfiak uralta társadalmakban a szexuális együttlétet kényszerítő és egyenlőtlen módon kényszerítik a nőkre, ami az áldozattá válás kontinuumát hozza létre, ahol a nőknek kevés pozitív szexuális élményük van. A merev nemi konstruktumokon belüli szocializáció gyakran olyan környezetet teremt, ahol a szexuális erőszak gyakori. A szexuális erőszak kezelésének egyik kihívása, hogy sok társadalomban a nőket úgy tekintik, mint akik könnyen elérhetőek a szexre, a férfiakat pedig úgy tekintik, mint akiknek joguk van a testükhöz, amíg és amíg a nő nem tiltakozik[86][87].

## Fordítás
- Ez a szócikk részben vagy egészben  a   Gender equality című angol Wikipédia-szócikk fordításán alapul.  Az eredeti cikk szerkesztőit annak laptörténete sorolja fel. Ez a jelzés csupán a megfogalmazás eredetét és a szerzői jogokat jelzi, nem szolgál a cikkben szereplő információk forrásmegjelöléseként.